# Serie C2 1994/1995
Soutěžní ročník Serie C2 1994/95 byl 17. ročník čtvrté nejvyšší italské fotbalové ligy. Soutěž začala 4. září 1994 a skončila 25. června 1995. Účastnilo se jí celkem 54 týmů rozdělené do tří skupin po 18 klubech. Z každé skupiny postoupil vítěz přímo do třetí ligy, druhý postupující se probojoval přes play off.
Sezona skončila kvůli finančním nesrovnalostem jinak. Kluby které měli sestoupit níž (Olbia Calcio a GS Giorgione) byli nakonec ponechány i pro příští sezonu.